# Cyphopterum retusum
Cyphopterum retusum är en insektsart som först beskrevs av Walker 1851.  Cyphopterum retusum ingår i släktet Cyphopterum och familjen Flatidae. Inga underarter finns listade i Catalogue of Life.